# Художник Аурелиано де Беруэте
«Художник Аурелиано де Беруэте» (исп. El pintor Aureliano de Beruete) — картина испанского живописца Хоакина Сорольи, написанная в 1902 году. Картина находится в музее Прадо в Мадриде.

## Описание
Наиболее прославившийся своими пляжными зарисовками и исследованиями в области света, Соролья часто жаловался на тяжкую необходимость писать портреты. Несмотря на это, портреты были очень существенны для его карьеры, и некоторые из них входят в число наилучших европейских примеров портретного жанра того времени.
На этом портрете он изобразил своего друга, художника Аурелиано де Беруэте. Будучи старше Сорольи, Беруэте одним из первых, кто высоко оценил его художественный талант и всячески поддерживал Соролью в трудный период его первых дней пребывания в Мадриде.
Соролья изображает Беруэте в аристократической позе, сидящим в полумраке, с одним из его пейзажей, виднеющимся на заднем плане (на картине изображён мост Святого Мартина в Толедо, который Беруэте неоднократно писал; один из этих пейзажей экспонировался на Национальной художественной выставке 1901 года). Лицо портретируемого выделяется на фоне элегантных оттенков серого, коричневого и сочного черного, а его открытый и прямой взгляд может трактоваться как знак его высокой оценки и глубокого понимания живописи.